# Lages
Lages este un oraș în Santa Catarina (SC), Brazilia.